# 改悔文
『改悔文』（がいけもん）とは、浄土真宗本願寺八世蓮如が真宗における信仰の在り方を示すために作成した文といわれている。『領解文』（りょうげもん）とも呼ばれる。
なお、浄土真宗本願寺派では『領解文』と呼び、真宗大谷派では『改悔文』と呼ぶ。

## 概要
門徒が各自で読み上げ、自身の信心に誤りが無いことを確認するために制定されたものであり、簡潔かつ平易に記されている。
- 「安心」…自力に頼る心を捨て、阿弥陀如来の他力本願に自身の往生を託すべきこと
- 「報謝」…阿弥陀如来を信じる一念により往生が定まった後の念仏は、阿弥陀仏への報恩謝徳のため唱えるべきこと
- 「師徳」…先に示された“信心正因・称名報恩”の教えを明らかにした親鸞と、その教えを守り伝えてきた善知識（特に本願寺の歴代宗主）の恩徳に感謝すべきこと
- 「法度」…蓮如が御文などで教示してきた規則を常に守って生活すべきこと

という、四つの事柄について示されている。
本願寺派の聖典には、西本願寺18世宗主文如による教誡が添えられている。

## 本文
もろもろの雑行雑修自力のこころをふりすてて、一心に阿弥陀如来、われらが今度の一大事の後生、御たすけ候へとたのみまうして候ふ。たのむ一念のとき、往生一定御たすけ治定と存じ、このうへの称名は、御恩報謝と存じよろこびまうし候ふ。この御ことわり聴聞申しわけ候ふこと、御開山聖人御出世の御恩、次第相承の善知識のあさからざる御勧化の御恩と、ありがたく存じ候ふ。このうへは定めおかせらるる御掟、一期をかぎりまもりまうすべく候ふ。

## 現代語訳
諸善万行を行おうとするこころや、称名念仏を私の善行とするようなこころ、その他一切の阿弥陀如来の本願を計らうこころを振り捨てて、「阿弥陀如来に、私の未来、ながく地獄に堕ちて苦しむ一大事を解決していただいた」と後生の一大事助ける仏様は阿弥陀如来しかなかったと一心に打ちまかせて、助けて頂きました。（安心）
如来におまかせする信心がおこった時、往生成仏する身と決定し、如来は必ず救い取って下さると承知して、これより後の称名念仏は、如来のご恩に報いる行であるとお聞かせいただき慶んで申します。（報恩）
この道理が聞き分けられたことも、浄土真宗の開祖、親鸞聖人世にお出まし下さったおかげ、また、代々み教えを受け継いでお勧め下さった先達方のおかげであると、めったにない勝れたことだと存じております。（師徳）
このようなご縁で念仏申す身になったからには、一宗での定められた掟を生涯守り通す所存であります。（法度）

## 本願寺派の新しい「領解文」（浄土真宗のみ教え）
これまで改悔文（領解文）を出言することであらためて浄土真宗の信仰告白、自らに聞かせる意義があったが、中世の言葉であるなどということから現代には伝わりにくくなったとの声もあがっていた。
浄土真宗本願寺派（西本願寺）では21世紀になってから「現代版領解文」といえるものを検討してきたが、2023（令和5）年1月16日に門主の大谷光淳（専如）より消息として新しい「領解文」（浄土真宗のみ教え）が発布され、様々な場面での唱和をすすめた。
なお、新しい「領解文」により従来の領解文を廃止するものではないとしていたものの、教団内では勧学及び司教の有志による取り下げを求める声明をはじめ、有識者から地方の寺院や門信徒まで様々な意見があがり、教団内に大きな混乱をもたらした。
短期間で複数名の総長の辞任と就任、宗会議員選挙での野党の圧勝、その他多くの混乱を経て、2025年3月に園城義孝が総長に就任したことで、新しい「領解文」（浄土真宗のみ教え）の使用・掲載を全面的に取りやめることとなった。